# Italochrysa uchidae
Italochrysa uchidae är en insektsart som först beskrevs av Shinji Kuwayama 1927.  Italochrysa uchidae ingår i släktet Italochrysa och familjen guldögonsländor. Inga underarter finns listade i Catalogue of Life.